# Bledzew
Bledzew (in tedesco Blesen) è un comune rurale polacco del distretto di Międzyrzecz, nel voivodato di Lubusz.
Ricopre una superficie di 247,58 km² e nel 2004 contava 4 632 abitanti.